# 天草市立浦和小学校
天草市立浦和小学校（あまくさしりつ うらわしょうがっこう）は、かつて熊本県天草市有明町上津浦にあった公立の小学校。
2018年（平成30年）3月末をもって閉校し、天草市立有明小学校に統合された。

## 概要
歴史
1984年（昭和59年）に当時の天草郡有明町内の小学校2校（上津浦・下津浦）が統合されて開校。2009年（平成21年）には天草市立赤崎小学校を統合。2018年（平成30年）に閉校し、34年の歴史に幕を下ろした。
校訓
「よく学び、心豊かに、たくましく」
校章
桜の花弁を背景にして、中央に校名の「浦和」の文字（縦書き）を配している。
校歌
作詞は濱名志松、作曲は出田敬三、編曲は出田敬三による。歌詞は3番まであり、各番の歌詞中に校名の「浦和小学校」が登場する。

## 沿革
旧・上津浦小学校（こうつうら）
- 1873年（明治6年） - 正覚寺の主寮を借り受け私学校が設立される。

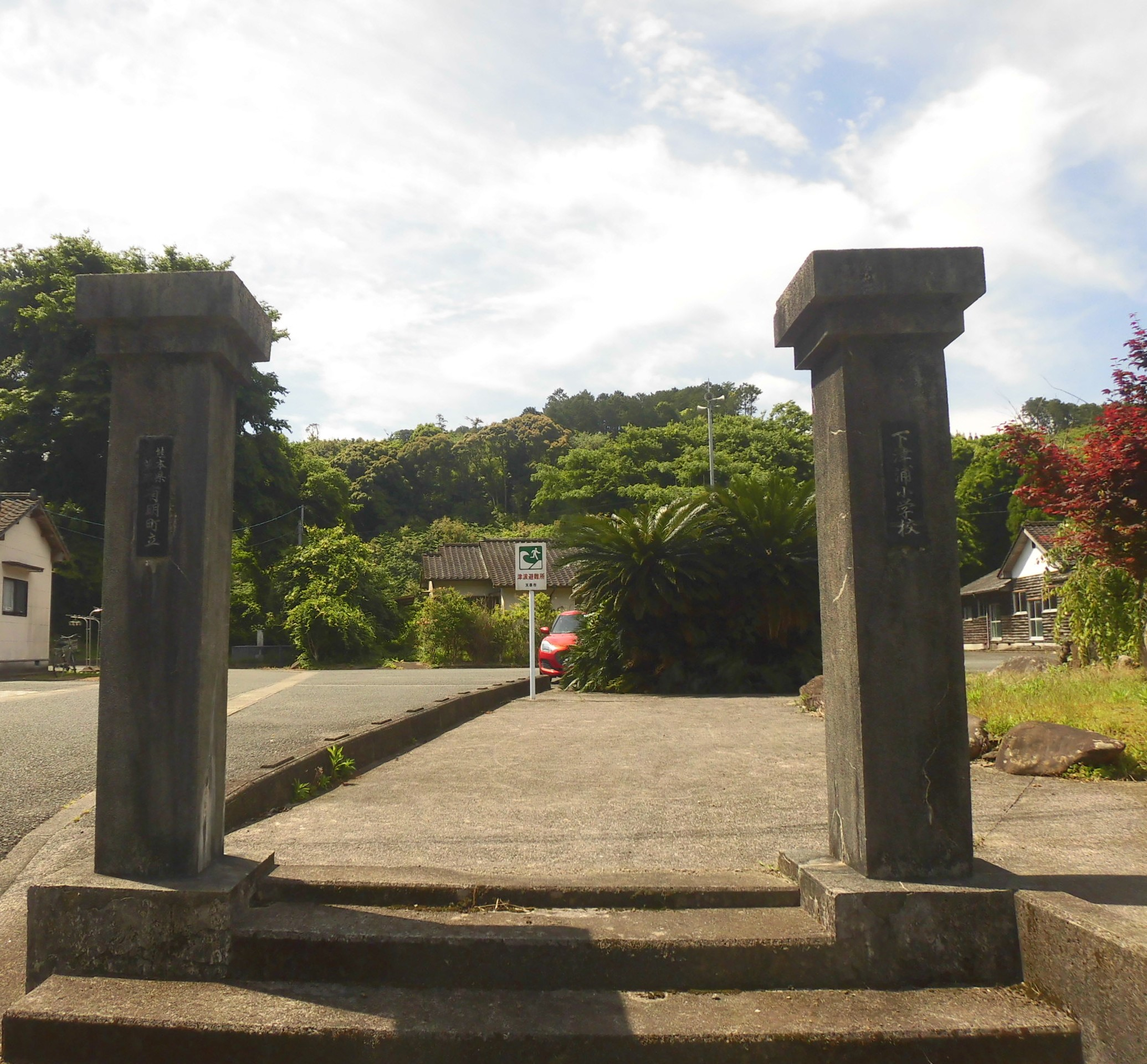
1875年（明治8年）10月 - 「上津浦村立小学校」と改称。
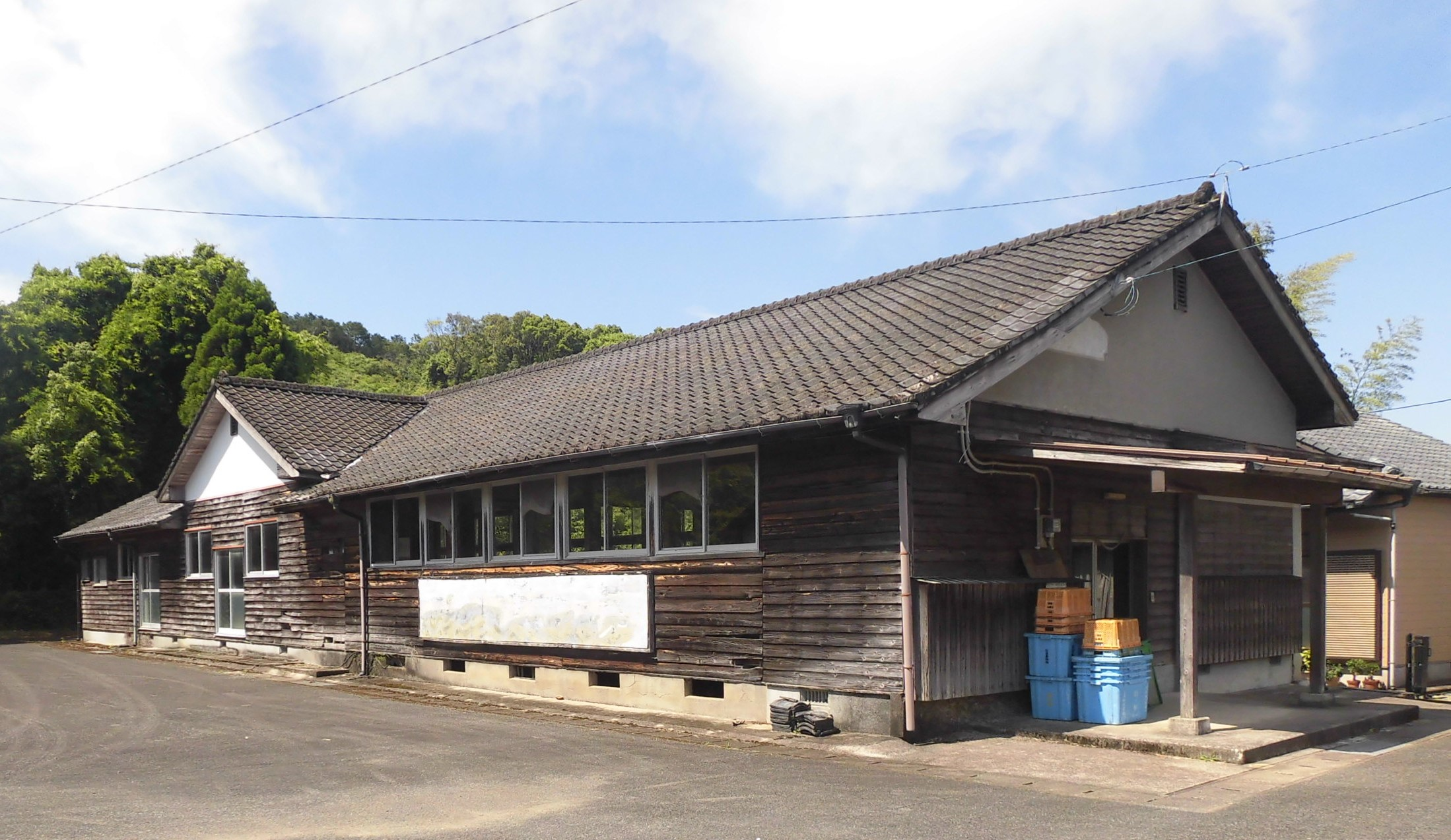
1887年（明治20年）4月1日 - 小学校令施行により、尋常科（4年制）を設置の上、「尋常上津浦小学校」と改称。
- 1889年（明治22年）4月1日 - 町村制施行により、天草郡「上津浦村」が発足。
- 1892年（明治25年）4月1日 -「上津浦尋常小学校」（尋常科4年）と改称。
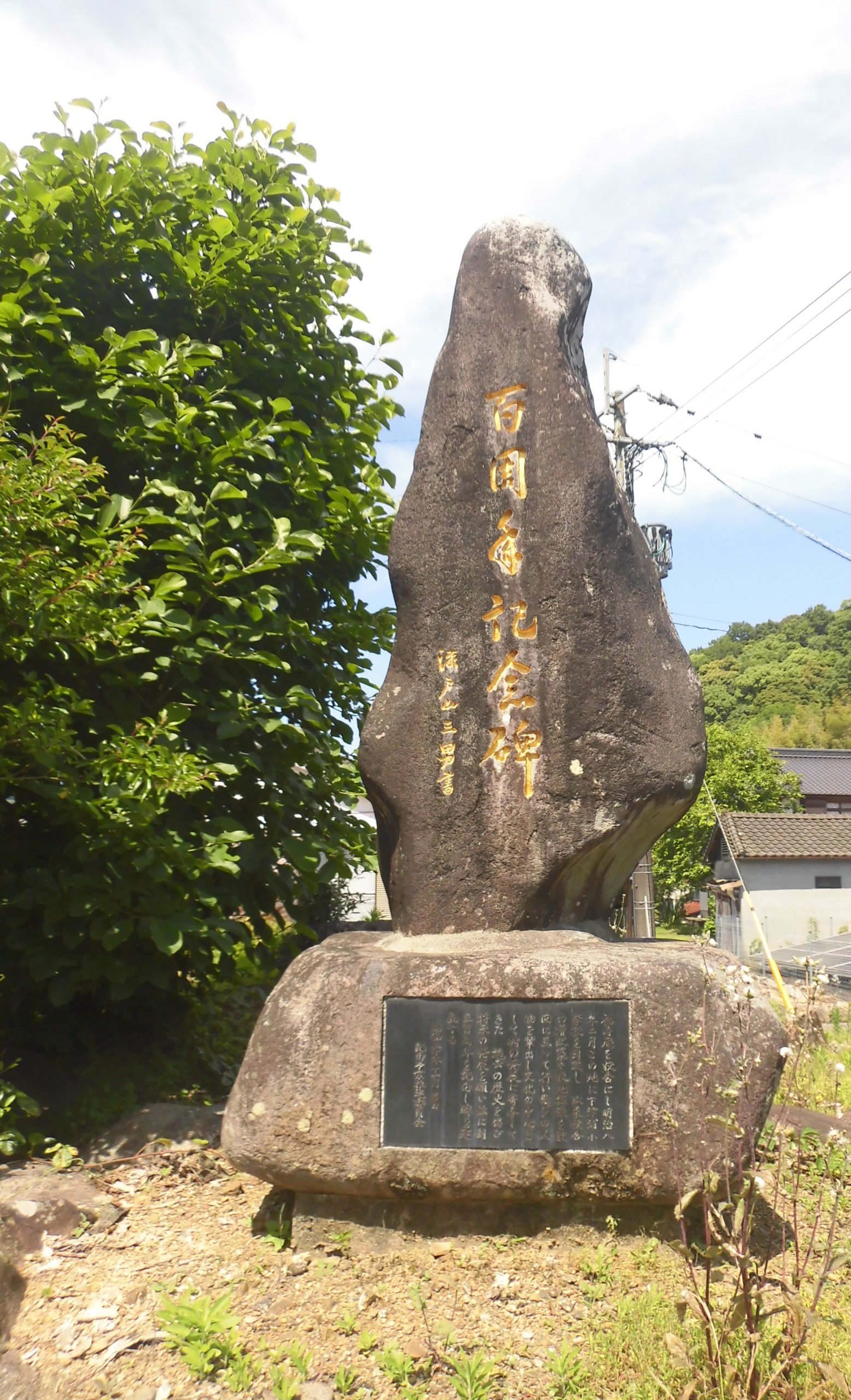
1903年（明治36年）5月1日 - 高等科（2年制）を併置の上、「上津浦尋常高等小学校」（尋常科4年・高等科2年）と改称。
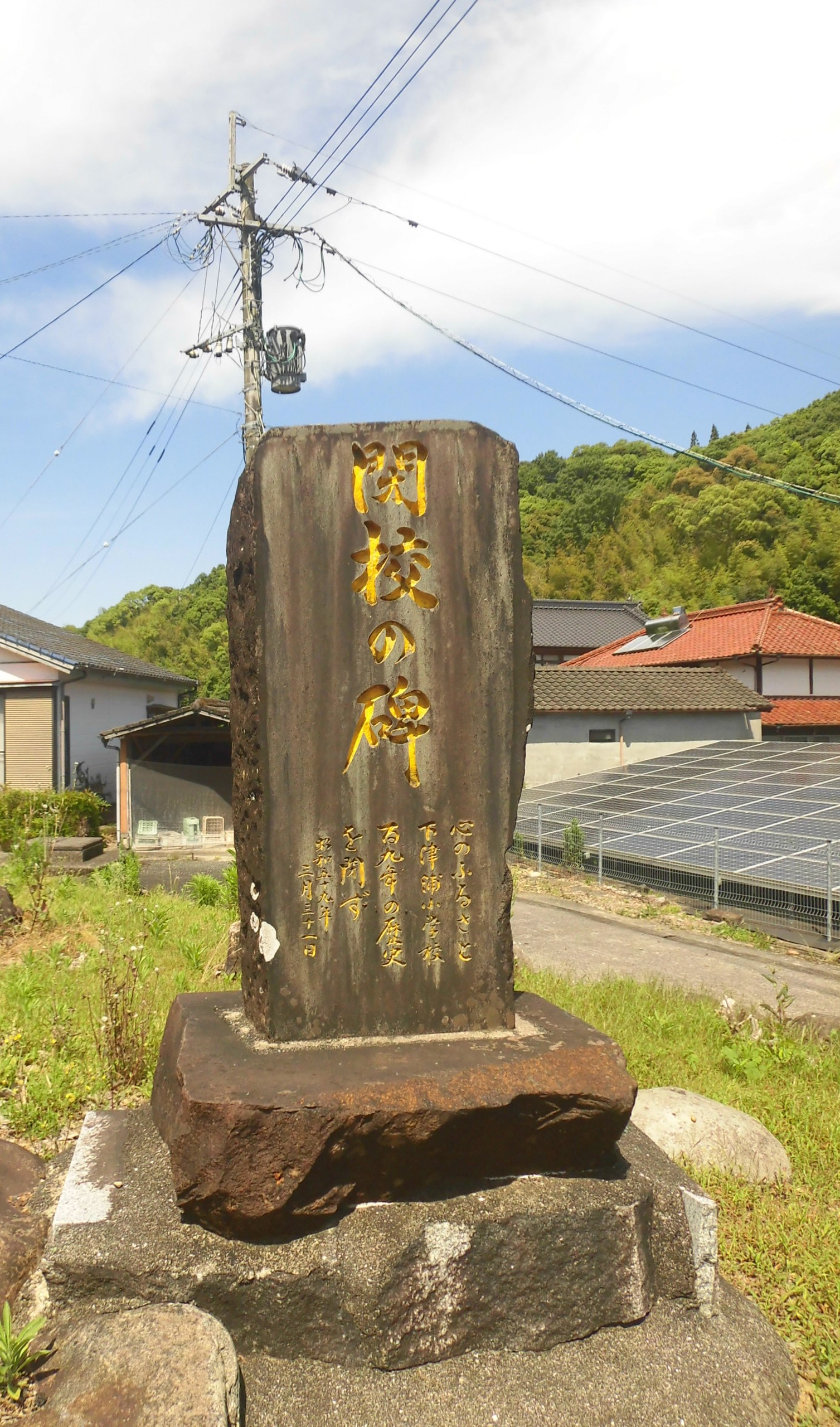
下津浦小 閉校記念碑

- 1908年（明治41年）4月1日 - 高等科を廃止の上、「上津浦尋常小学校」（尋常科6年）と改称。改正小学校令により、尋常科（義務教育年限）が4年から6年に改められ、従来の高等科1・2年が尋常科5・6年に改められる。
- 1921年（大正10年）3月25日 - 高等科（2年制）を併置の上。「上津浦尋常高等小学校」（尋常科6年・高等科2年）と改称。
- 1941年（昭和16年）4月1日 - 国民学校令施行により、「上津浦村上津浦国民学校」と改称。尋常科を初等科に改める。

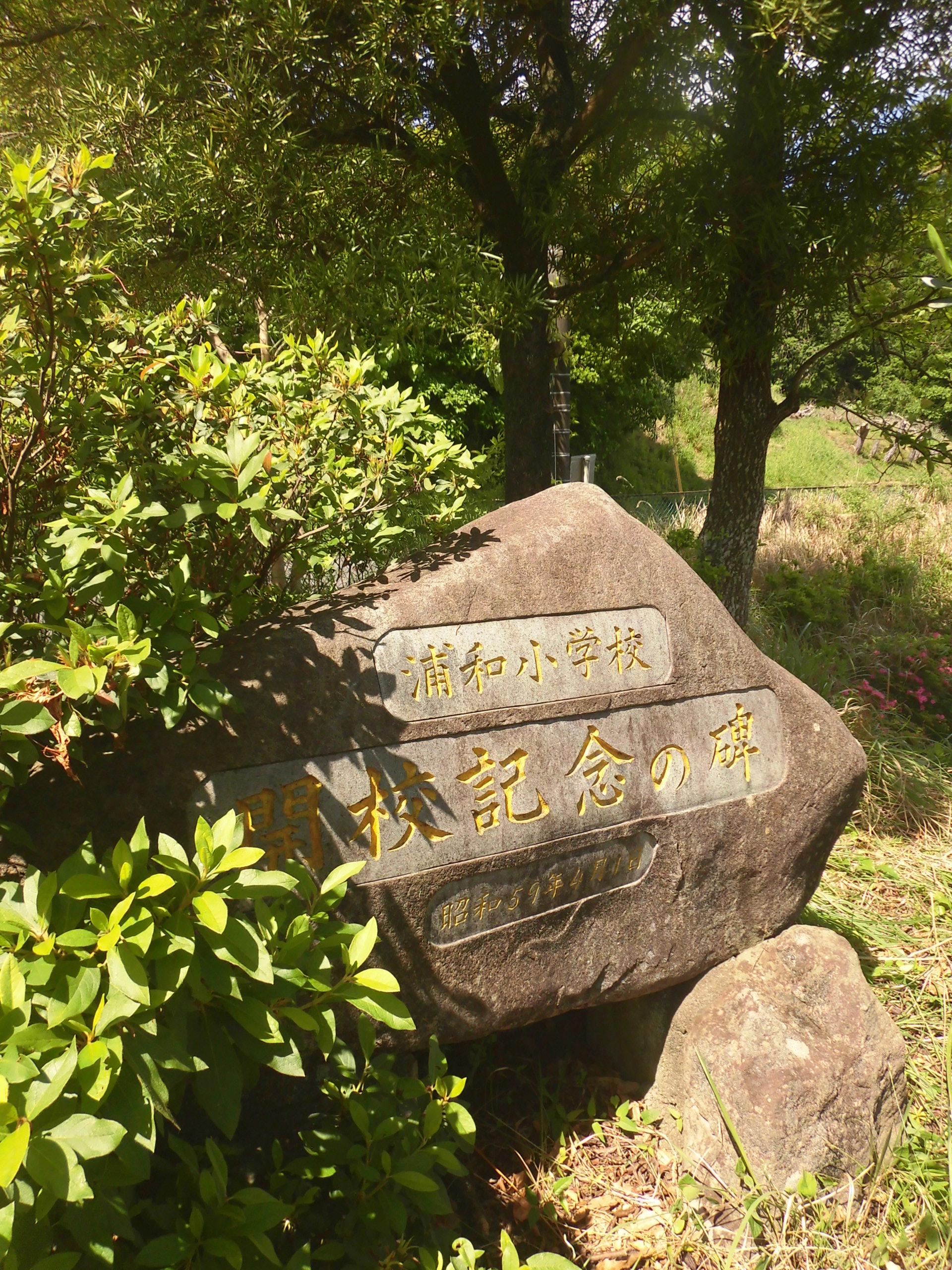
1947年（昭和22年）4月1日 - 学制改革により、新制小学校「上津浦村立上津浦小学校」に改組・改称。
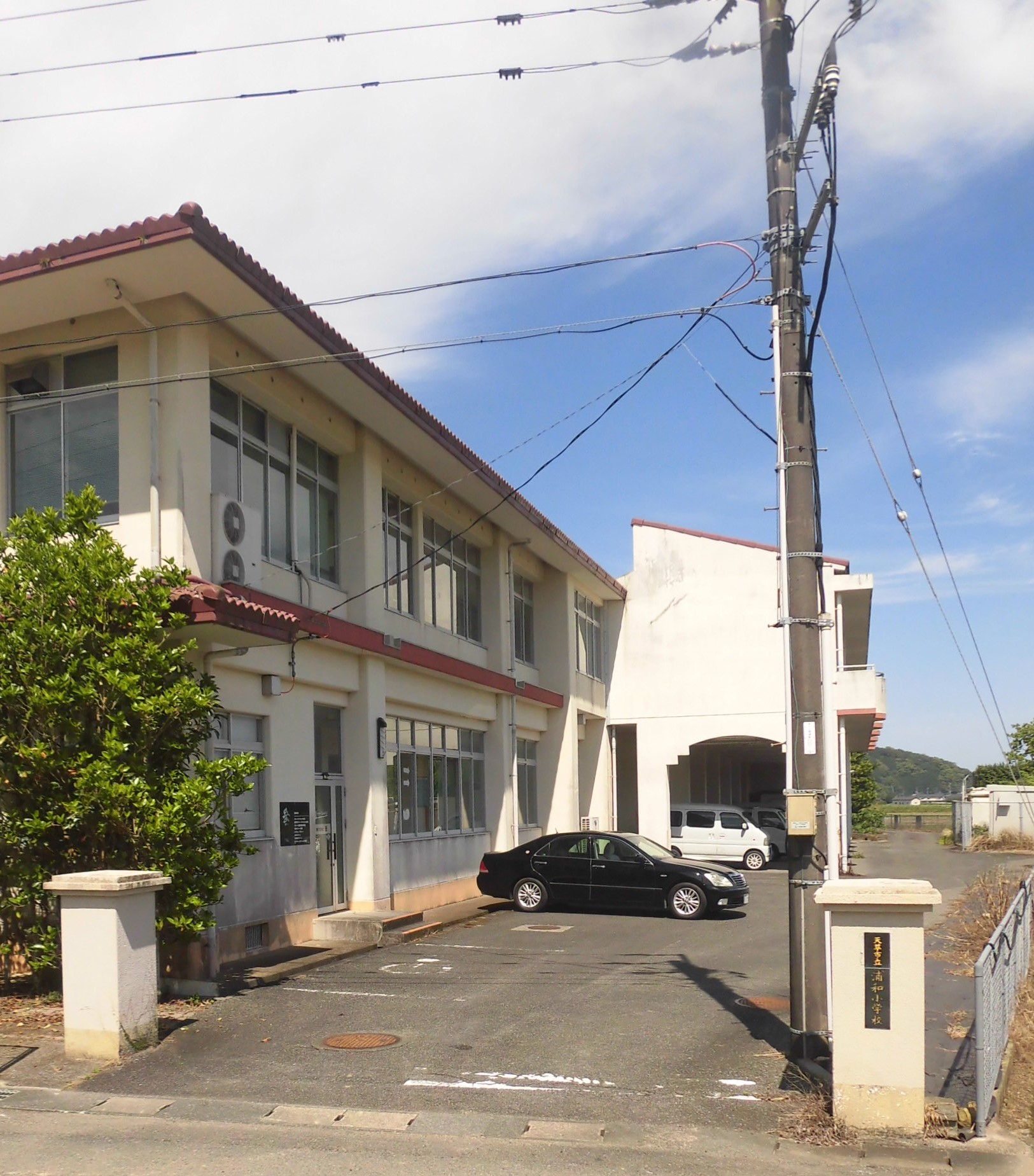
1956年（昭和31年）6月1日 - 天草郡7村の合併により「有明村」が発足。「有明村立上津浦小学校」と改称。
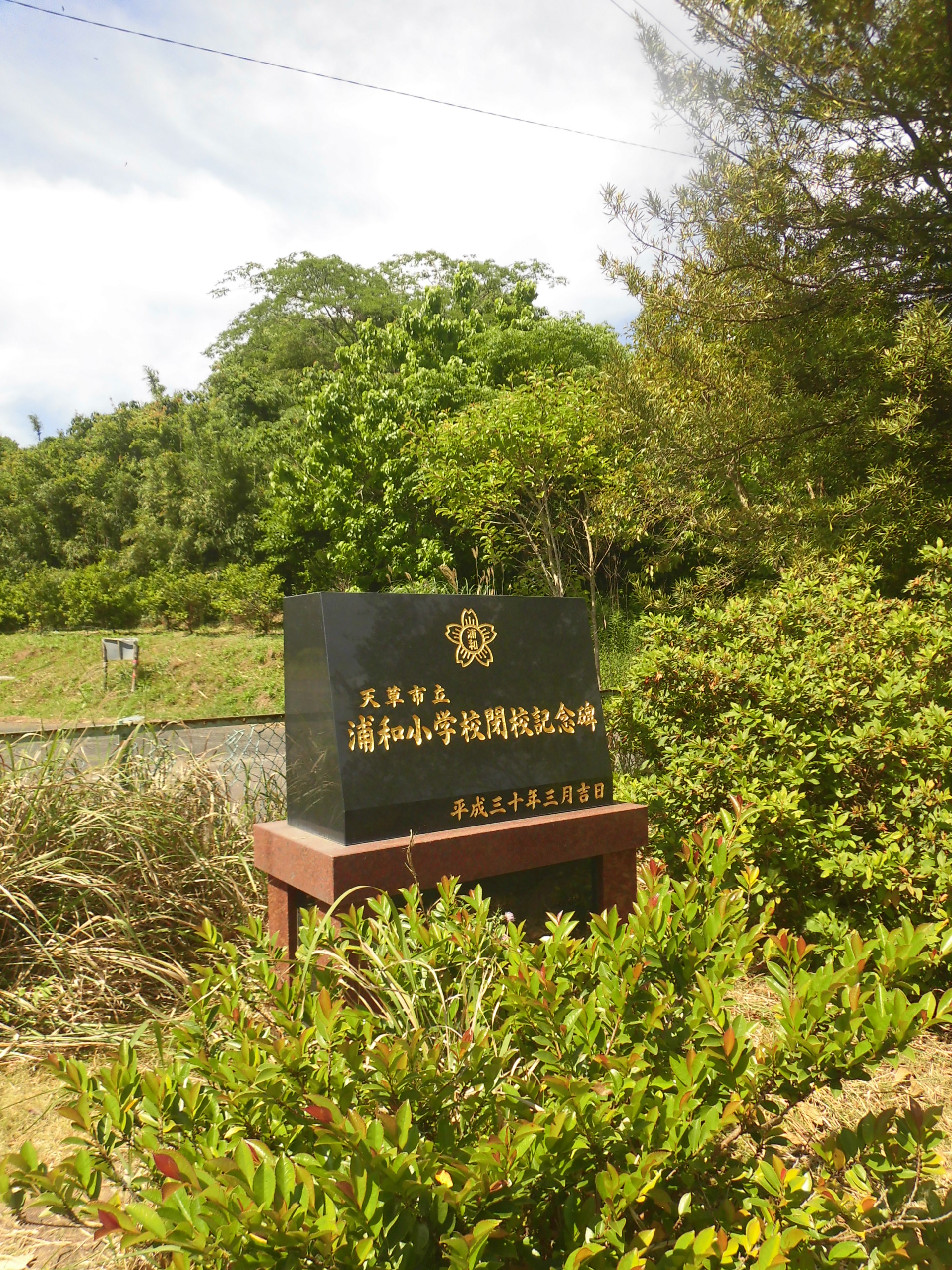
1958年（昭和33年）1月1日 - 有明村の町制施行により、「有明町立上津浦小学校」（最終名）と改称。
- 1984年（昭和59年）3月31日 - 有明町立浦和小学校への統合により閉校。111年の歴史に幕を閉じる。
  - 校章 - 桜の花弁等を背景にして、中央に校名の「上津浦」の文字（縦書き）を配している[2]。
  - 校歌 - 作詞は濱名志松、作曲は出田憲二による。歌詞は3番まであり、各番に校名の「上津浦小学校」が登場する[2]。
  - 最終所在地（上津浦小学校）- 熊本県天草郡有明町上津浦3707番地（北緯32度29分21.7秒 東経130度18分15.0秒 / 北緯32.489361度 東経130.304167度）
  - 跡地 - 上津浦地区コミュニティセンター（公民館）となっている。

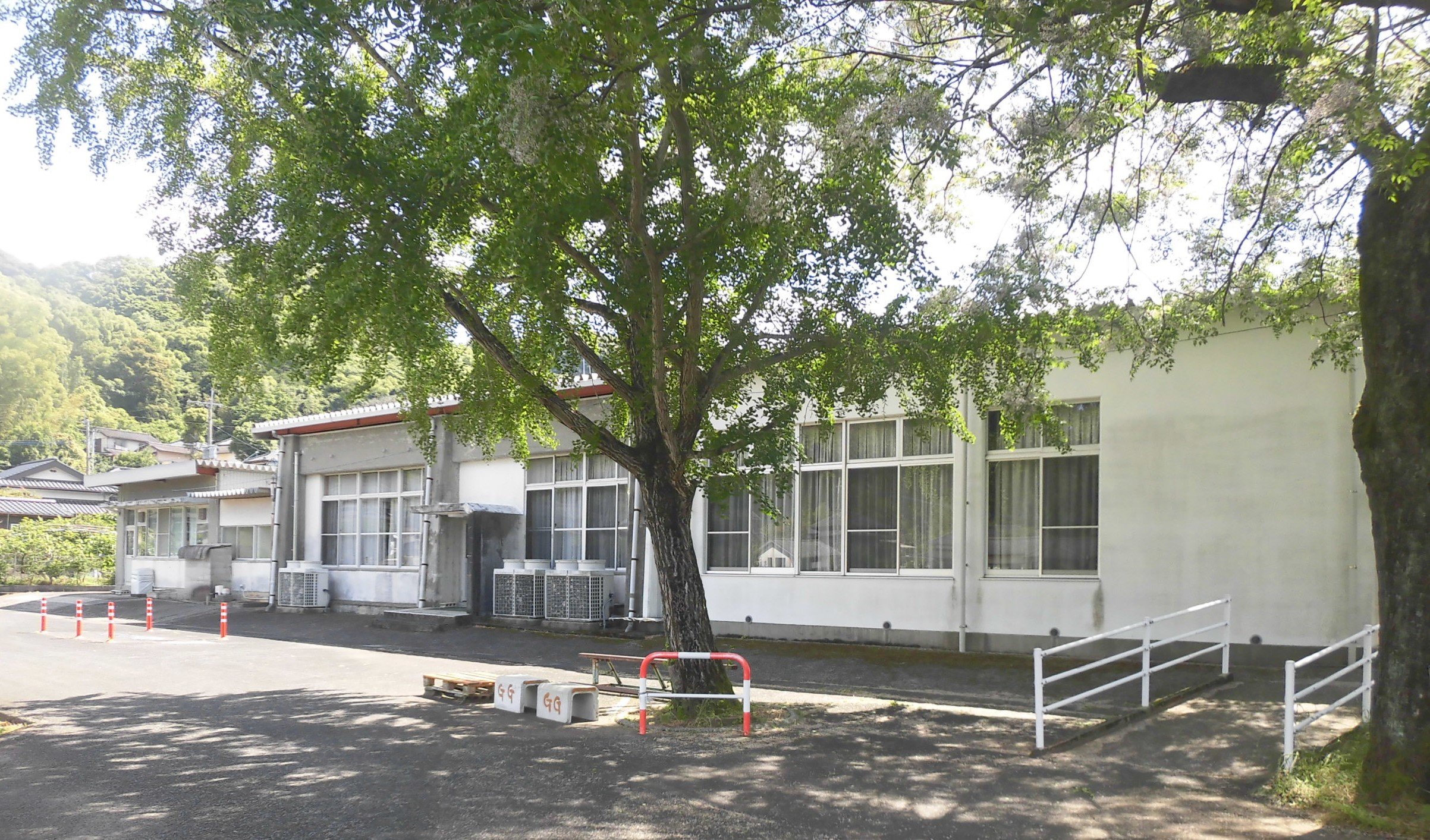
上津浦小跡
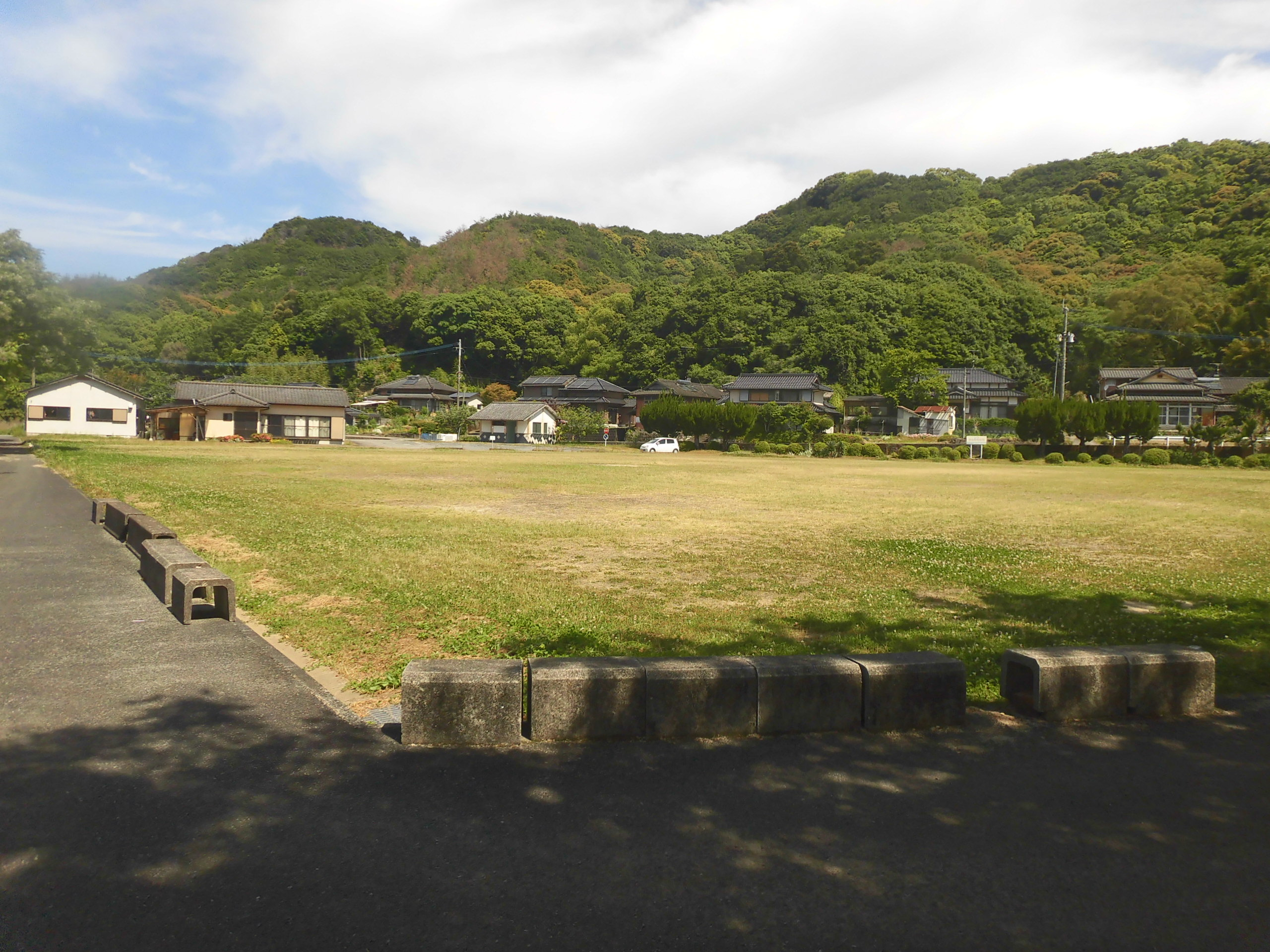
上津浦小 運動場
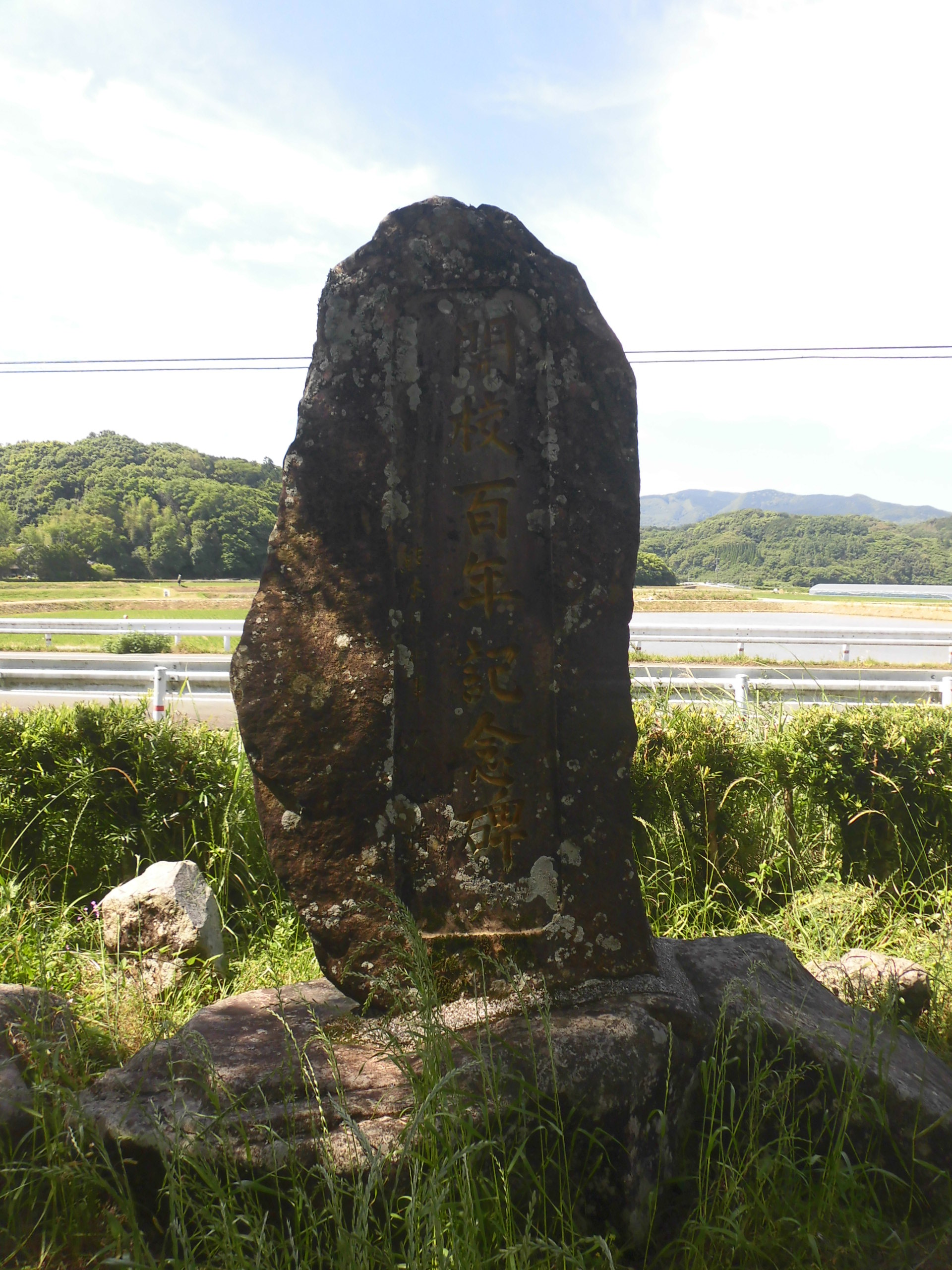
上津浦小 創立100周年記念碑
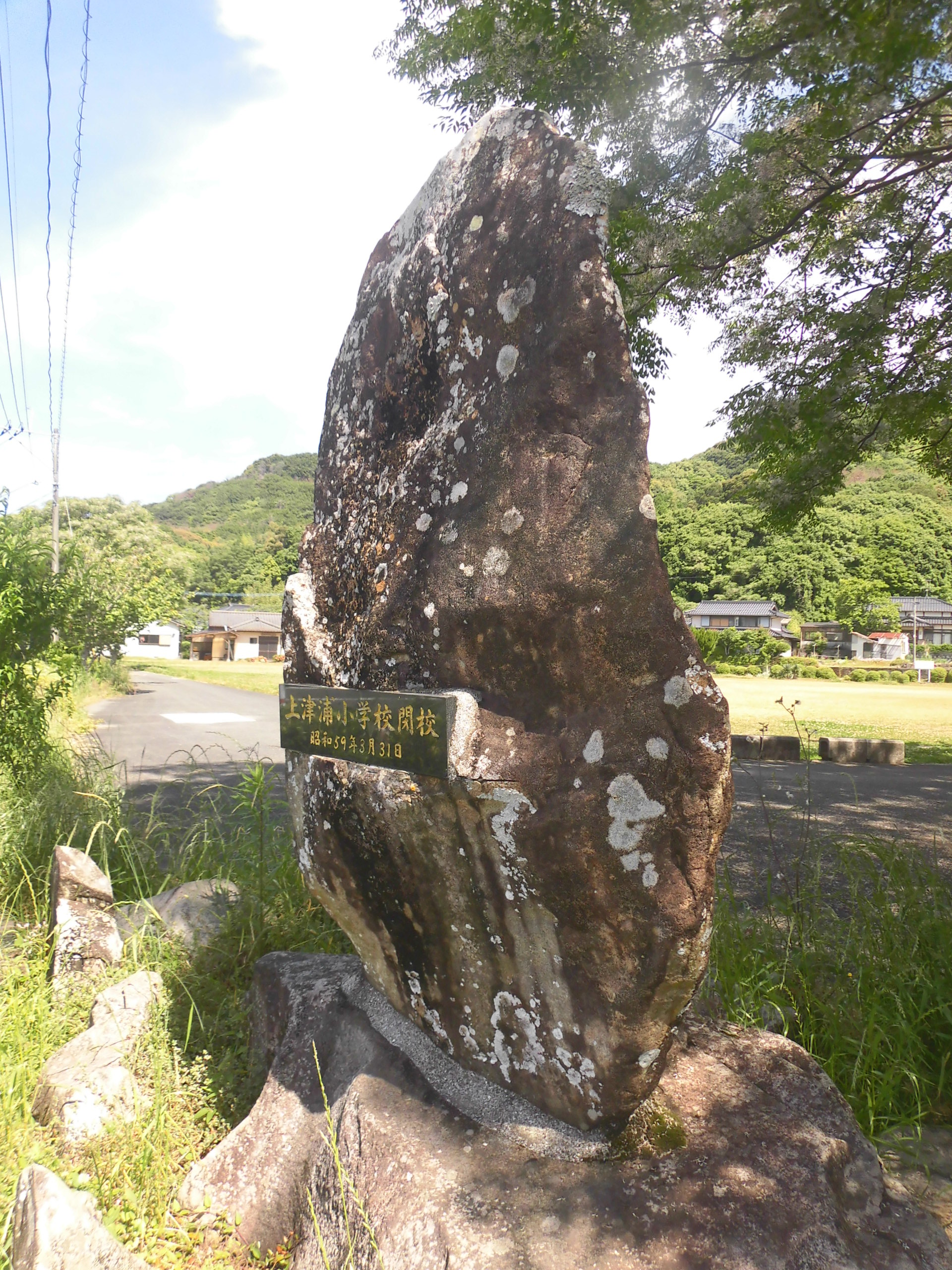
上津浦小 閉校記念碑

旧・下津浦小学校（しもつうら）
- 1875年（明治8年）2月 - 福寿庵27坪と4室に分け創立。
- 1889年（明治22年）4月1日 - 町村制施行により、天草郡「下津浦村」が発足。
- 1892年（明治25年） - 「下津浦尋常小学校」（尋常科4年）に改称。補習科を設置。
- 1903年（明治36年）5月1日 - 高等科（2年制）を併置の上、「下津浦尋常高等小学校」（尋常科4年・高等科2年）と改称。
- 1908年（明治41年）4月1日 - 高等科を廃止の上、「上津浦尋常小学校」（尋常科6年）と改称。
- 1922年（大正11年）4月1日 - 高等科（2年制）を併置の上。「下津浦尋常高等小学校」（尋常科6年・高等科2年）と改称。
- 1941年（昭和16年）4月1日 - 国民学校令施行により、「下津浦村下津浦国民学校」と改称。尋常科を初等科に改める。
- 1947年（昭和22年）4月1日 - 学制改革により、新制小学校「下津浦村立下津浦小学校」に改組・改称。
- 1956年（昭和31年）6月1日 - 天草郡7村の合併により「有明村」が発足。「有明村立下津浦小学校」と改称。
- 1958年（昭和33年）1月1日 - 有明村の町制施行により、「有明町立下津浦小学校」（最終名）と改称
- 1984年（昭和59年）3月31日 - 有明町立浦和小学校への統合により閉校。109年の歴史に幕を閉じる。
  - 校章 - 桜の花弁を背景にして、中央に校名の略称である「下小」の文字（縦書き）を配している[3]。
  - 校歌 - 不詳[3]。
  - 最終所在地（下津浦小学校）- 熊本県天草郡有明町下津浦2346番地（北緯32度28分42.2秒 東経130度18分05.4秒 / 北緯32.478389度 東経130.301500度）

- 下津浦小
正門
- 下津浦小
校舎
- 下津浦小
創立100周年記念碑
- 下津浦小
閉校記念碑

統合・浦和小学校
- 1984年（昭和59年）4月1日 - 上記2校（上津浦・下津浦）が統合し、「有明町立浦和小学校」となる。
- 2006年（平成18年）3月27日 - 2市8町が合併し、「天草市」が発足。「天草市立浦和小学校」（最終名）と改称。
- 2009年（平成21年）4月1日 - 天草市立赤崎小学校を統合。
  - 最終所在地（赤崎小学校）- 熊本県天草市有明町赤崎1764番地（北緯32度30分52.3秒 東経130度19分21.3秒 / 北緯32.514528度 東経130.322583度）
- 2018年（平成30年）
  - 3月31日 - 閉校。34年の歴史に幕を下ろした。
  - 4月1日 - 天草市立小学校3校（大楠・浦和・島子）の統合により、「天草市立有明小学校」が新設される。
  - 最終所在地（浦和小学校）- 熊本県天草市有明町上津浦551番地（北緯32度28分57.7秒 東経130度18分08.8秒 / 北緯32.482694度 東経130.302444度）

- 浦和小
開校記念碑
- 浦和小
正門と校舎
- 浦和小
閉校記念碑

## 交通アクセス
最寄りのバス停留所
- 九州産交バス 「浦和体育館前」停留所

最寄りの幹線道路
- 熊本県道282号河内上津浦港線

## 周辺
- 下津浦川